# A Millionaire for a Day
A Millionaire for a Day è un cortometraggio muto del 1912 diretto da Frederick A. Thomson.

## Produzione
Il film fu prodotto dall'Independent Moving Pictures Co. of America (IMP).

## Distribuzione
Il film uscì nelle sale il 22 aprile 1912, distribuito dalla Motion Picture Distributors and Sales Company.
Non si conoscono copie ancora esistenti della pellicola che viene considerata presumibilmente perduta.